# Witton-le-Wear
Witton-le-Wear – wieś i civil parish w Anglii, w hrabstwie Durham. Leży 17 km na południowy zachód od miasta Durham i 369 km na północ od Londynu. W 2011 roku civil parish liczyła 690 mieszkańców.